# Eteoklés

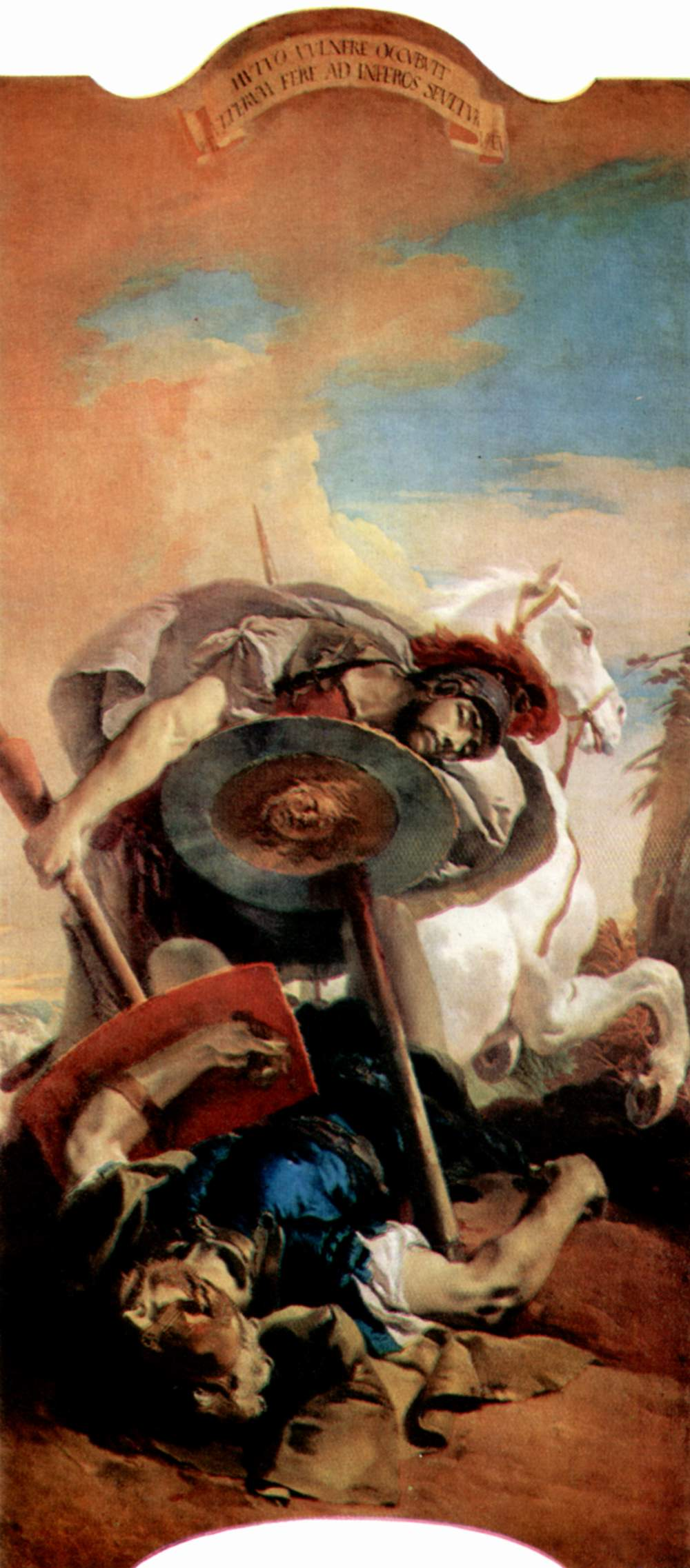
Eteoklés a Polyneikés, podle Giovanniho Battisty Tiepola, 1725–1730, olej na plátně

Eteoklés (řecky Ἐτεοκλῆς, latinsky Eteocles) je v řecké mytologii syn thébského krále Oidipa a jeho manželky a matky Iokasté.
Jeho osudy jsou podobné osudům jeho bratra Polyneika, jenom viděné z druhé strany. Jejich otcem byl Oidipus, thébský král, jehož osud provedl hrůznými zákrutami. Když se naplnil, ukázalo se, že Oidipus před léty zabil svého otce, krále Láia a vzal si za ženu jeho vdovu, svou vlastní matku. To vše, aniž by Oidipus cokoliv tušil.
Když se jeho příšerná vina prokázala, Oidipova manželka a matka v jedné osobě spáchala sebevraždu a Oidipus se vlastní rukou oslepil. Během krátké doby ztratil přízeň svého lidu, zavrhli ho i synové Eteoklés a Polyneikés, dcera Isména ho nezavrhla, ale jedině dcera Antigona stála při něm a doprovodila ho slepého, opuštěného do vyhnanství. Na konci této cesty našel útočiště u athénského krále Thésea a také místo svého posledního odpočinku.
V Thébách po králově vyhnání brzy nastaly sváry mezi oběma syny o následnictví. Spolu se strýcem Kreontem dohodli, že bratři se budou vždy po roce střídat. První se ujal vlády Eteoklés, avšak po doběhnutí prvního roku odmítl vládu předat a bratra vyhnal. Polyneikés se uchýlil do Argu, kde ho přijal vlídně král Adrástos, jehož se brzy také stal zetěm. Poté začali shromažďovat vojsko k tažení na Théby. Pod vedením sedmi vůdců vytáhlo do války, nazývané Sedm proti Thébám.
Eteoklés prohlásil Polyneika za zrádce, shromáždil všechny muže k obraně města. Válečný střet však nepřinesl rychlé řešení. Bylo dohodnuto, že válku vybojují sami bratři a čí bude vítězství v souboji, toho bude i vítězství ve válce. Bojovali tvrdě a nelítostně, ve vyrovnaném boji nakonec uštědřil smrtelnou ránu svému bratru Eteoklés. Když však chtěl vzít jeho zbroj jako trofej, Polyneikés jej posledními silami probodl. Obránci města vyrazili proti dobyvatelům a argejští se dali na útěk. Válka skončila, Théby nebyly pokořeny.
Zatímco Eteoklovi byl vypraven pohřeb se všemi poctami, tělo Polyneika – zrádce Théb – nesmělo být z příkazu Kreonta pohřbeno. Tomuto příkazu se vzepřela Antigona, s pomocí bohů tělo svého bratra pohřbila, aby jeho duše došla věčného klidu. Kreón ji za to nechal zazdít do rodinné kobky. Když se zvedl odpor bohů i poddaných, poslal svého syna Haimóna, aby ji vysvobodil. Antigona však už byla mrtvá. Haimón se probodl mečem. Život si vzala také jeho matka Eurydika.
Théby zničila po deseti letech válka, kterou vedli Epigoni (Potomci). Brány Théb byly prolomeny, hradby pobořeny, město zničeno.